# NGC 6087

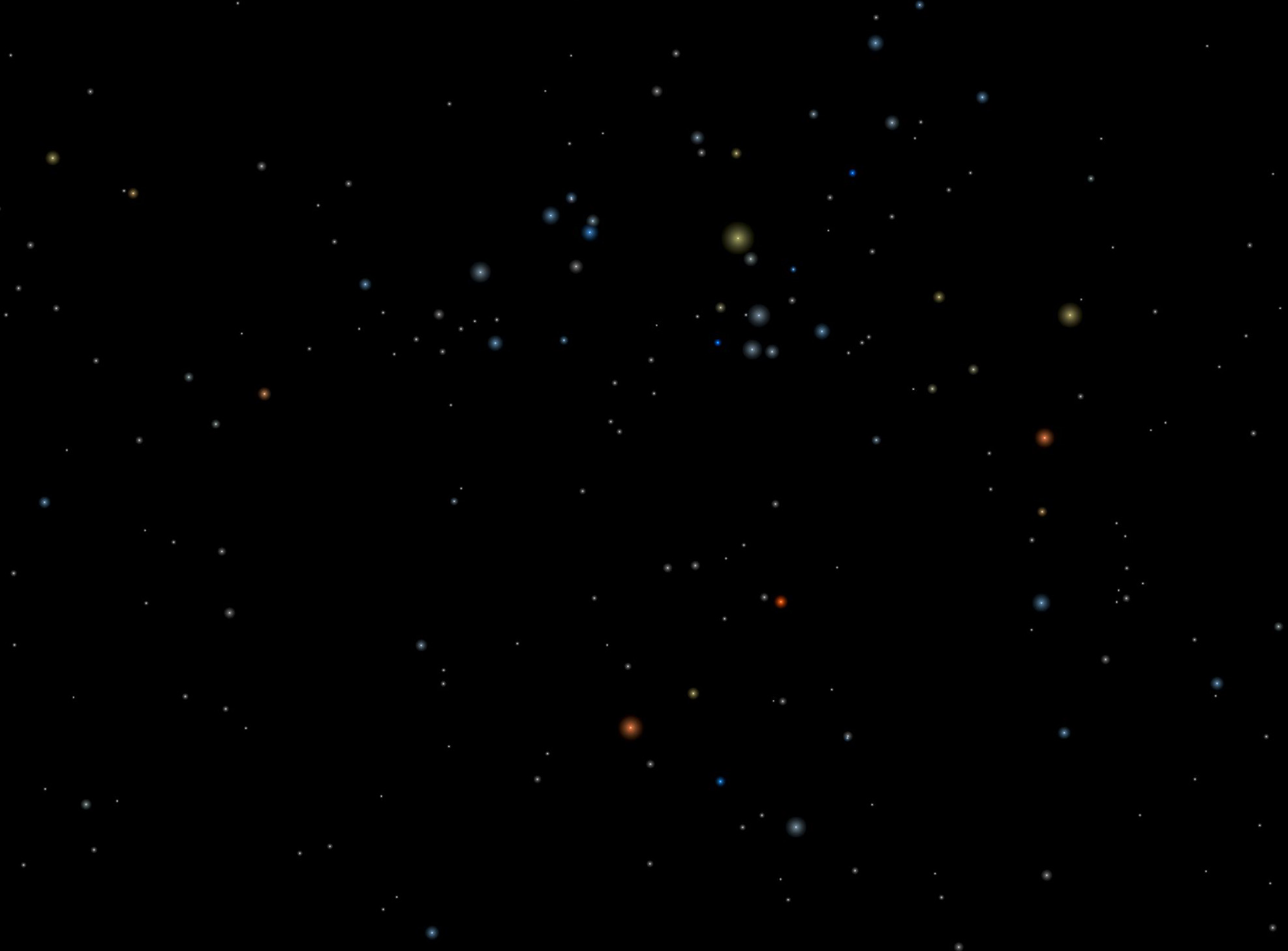
NGC 6087

NGC 6087 sau Caldwell 89 este un roi deschis din constelația Echerul. 